# Festuca tectoria
Festuca tectoria är en gräsart som beskrevs av St.-yves. Festuca tectoria ingår i släktet svinglar, och familjen gräs.
Artens utbredningsområde är Peru. Inga underarter finns listade i Catalogue of Life.